# Jérémie Azou
Jérémie Azou (Avinhão, 2 de abril de 1989) é um remador francês, campeão olímpico.

## Carreira
Azou competiu nos Jogos Olímpicos de 2012 e 2016, conquistando a medalha de ouro no Rio de Janeiro ao lado de Pierre Houin na prova do skiff duplo peso leve.